# Salvatore Mancuso Gómez
Pour les articles homonymes, voir Salvatore Mancuso.
Salvatore Mancuso Gómez, né le 17 août 1964 à Montería (Colombie) est un paramilitaire et narcotrafiquant colombien, connu pour être l'un des principaux chefs des Autodéfenses Unies de Colombie (AUC).
Il est notamment accusé d'avoir participé à plus de 4 000 homicides et de plus de 75 000 délits, parmi lesquels de nombreux massacres, des démembrements, des viols et des disparitions. Il est extradé en 2008 vers les États-Unis pour narcotrafic avant de revenir en Colombie en 2024. 

## Biographie
Issu d'une famille bourgeoise du département de Córdoba, d'origine italienne, il devient après ses études à l'université de Pittsburgh (États-Unis) un influent propriétaire terrien dans sa région d'origine. Il se fait également informateur de l'armée colombienne en raison de la présence dans la région de l'Armée populaire de libération (EPL), une guérilla communiste paysanne, qui entendait prélever « l’impôt révolutionnaire » sur les propriétaires terriens. Des officiers incitent alors les propriétaires à former une milice paramilitaire pour participer à la répression des insurgés.
Il reçoit à la fin des années 1980 une formation militaire dispensée par des mercenaires israéliens à des paramilitaires colombiens.
Chef d’état-major des AUC, il est l'un des initiateurs du Pacte de Ralito signé en 2001 entre les paramilitaires et des dizaines de responsables politiques afin de « refonder la patrie » et établir un « nouveau contrat social » basé sur le « droit à la propriété ». Cet accord est emblématique de la parapolitique. Il est le symbole de l'union entre les militaires, les politiciens, les éleveurs et de grandes entreprises comme Ecopetrol, Postobón ou Bavaria avec les paramilitaires colombiens. 
Connu pour être le commanditaire de la plupart du trafic de cocaïne dans le monde dont la destination principale est l'Italie, il a fait l'objet de plusieurs demandes d'extradition en provenance des États-Unis et de l'Italie.
Il est interné aux États-Unis depuis son extradition avec 13 autres membres de son groupe le 13 mai 2008. Il retourne en Colombie en 2024.
Il avoue en 2023 ses crimes devant la Juridiction spéciale pour la paix pour bénéficier du système de justice transitionnelle et détaille les liens entre l’État et les paramilitaires. Il reconnait l'assassinat de l'humoriste Jaime Garzón en 1998 sur ordre de l'armée colombienne, les massacres d'opposants politiques menés conjointement avec les forces armées, sa participation à la pratique dite « des faux positifs » en assassinant des civils que des militaires faisaient ensuite passer pour des guérilleros morts au combat, l'usage de fours crématoires pour faire disparaître une partie des victimes et des fosses communes au Venezuela contenant des centaines de corps que l’unité qu'il commandait a fait disparaître. Il reconnait également que les paramilitaires ont contribué à faire élire Andrés Pastrana en 1998 et Álvaro Uribe en 2002 à la présidence de la République de Colombie.

## Sources
- Courrier International numéro 874 page 42, « Naples, sa baie, sa coke ».
- AP French Worldstream 16 juin 2004, Trente-quatre personnes massacrées dans un ranch de Colombie ; le gouvernement conclut une trêve avec les paramilitaires.